# وراثت (فیلم ۲۰۱۱)
«وراثت» (انگلیسی: Bloodline (2011 film)) فیلمی در ژانر ترسناک به کارگردانی مت تامپسون است که در سال ۲۰۱۱ منتشر شد.